# Лук Марии
Лук Марии (лат. Allium mariae) — многолетнее травянистое растение, вид рода Лук (Allium) семейства Луковые (Alliaceae).

## Распространение и экология
В природе ареал вида охватывает южные районы Закавказья. Эндемик.
Произрастает на сухих склонах.

## Ботаническое описание
Луковица яйцевидная, диаметром 1,5—2 см. Стебель высотой 15—35 см, круглый, гладкий, при основании или до половины окружён влагалищами листьев.
Листья в числе двух—трёх, шириной 2,5—8 см, узколинейные, по краю шероховатые, желобчатые, сизые, по краю и, часто, снизу по нервам шероховатые, приблизительно равные стеблю.
Чехол равный зонтику или немного короче его, заострённый. Зонтик пучковатый или почти полушаровидный. Цветоножки в два—пять раз длиннее околоцветника, при основании без прицветников. Листочки звёздчатого околоцветника винно-красные, с буроватой жилкой, линейно-продолговатые, туповатые или островатые, позднее вниз отогнутые, длиной 3—4 мм. Нити тычинок немного длиннее листочков околоцветника, при основании между собой и с околоцветником сросшиеся, от основания постепенно к верхушке суженные; пыльники чёрно-винно-красные. Завязь сидячая, гладкая; столбик немного длиннее тычинок.
Коробочка шаровидно-яйцевидная или яйцевидная.

## Таксономия
Вид Лук Марии входит в род Лук (Allium) семейства Луковые (Alliaceae) порядка Спаржецветные (Asparagales).
|  |                                      |  |                                                             |                                                             |                   |  | ещё 24 семейства (согласно Системе APG II) | ещё 24 семейства (согласно Системе APG II) |                     |  |  |  | ещё более 870 видов |
|  |                                      |  |                                                             |                                                             |                   |  | ещё 24 семейства (согласно Системе APG II) | ещё 24 семейства (согласно Системе APG II) |                     |  |  |  | ещё более 870 видов |
|  |                                      |  |                                                             | порядок Спаржецветные                                       |                   |  |                                            |                                            | род Лук             |  |  |  |                     |
|  |                                      |  |                                                             | порядок Спаржецветные                                       |                   |  |                                            |                                            | род Лук             |  |  |  |                     |
|  | отдел Цветковые, или Покрытосеменные |  |                                                             |                                                             | семейство Луковые |  |                                            |                                            | вид Лук Марии       |  |  |  |                     |
|  | отдел Цветковые, или Покрытосеменные |  |                                                             |                                                             | семейство Луковые |  |                                            |                                            |                     |  |  |  |                     |
|  |                                      |  | ещё 44 порядка цветковых растений (согласно Системе APG II) | ещё 44 порядка цветковых растений (согласно Системе APG II) |                   |  |                                            | ещё около 300 родов                        | ещё около 300 родов |  |  |  |                     |
|  |                                      |  |                                                             | ещё 44 порядка цветковых растений (согласно Системе APG II) |                   |  |                                            |                                            | ещё около 300 родов |  |  |  |                     |